# Voznica
Voznica (em húngaro: Garamrév) é um município da Eslováquia, situado no distrito de Žarnovica, na região de Banská Bystrica. Tem 17,18 km² de área e sua população em 2018 foi estimada em 646 habitantes.

## Demografia
| Ano:        | 1994 | 2004   | 2014   | 2024   |
| ----------- | ---- | ------ | ------ | ------ |
| Broj ljudi: | 620  | 653    | 650    | 640    |
| Razlika:    |      | +5,32% | -0,45% | -1,53% |

| Ano:               | 2023 | 2024 |
| ------------------ | ---- | ---- |
| Número de pessoas: | 640  | 640  |
| Diferença:         |      | +0%  |